# Cylindropuntia alcahes
Cylindropuntia alcahes là một loài thực vật có hoa trong họ Cactaceae. Loài này được (F.A.C.Weber) F.M.Knuth mô tả khoa học đầu tiên năm 1935.

## Hình ảnh

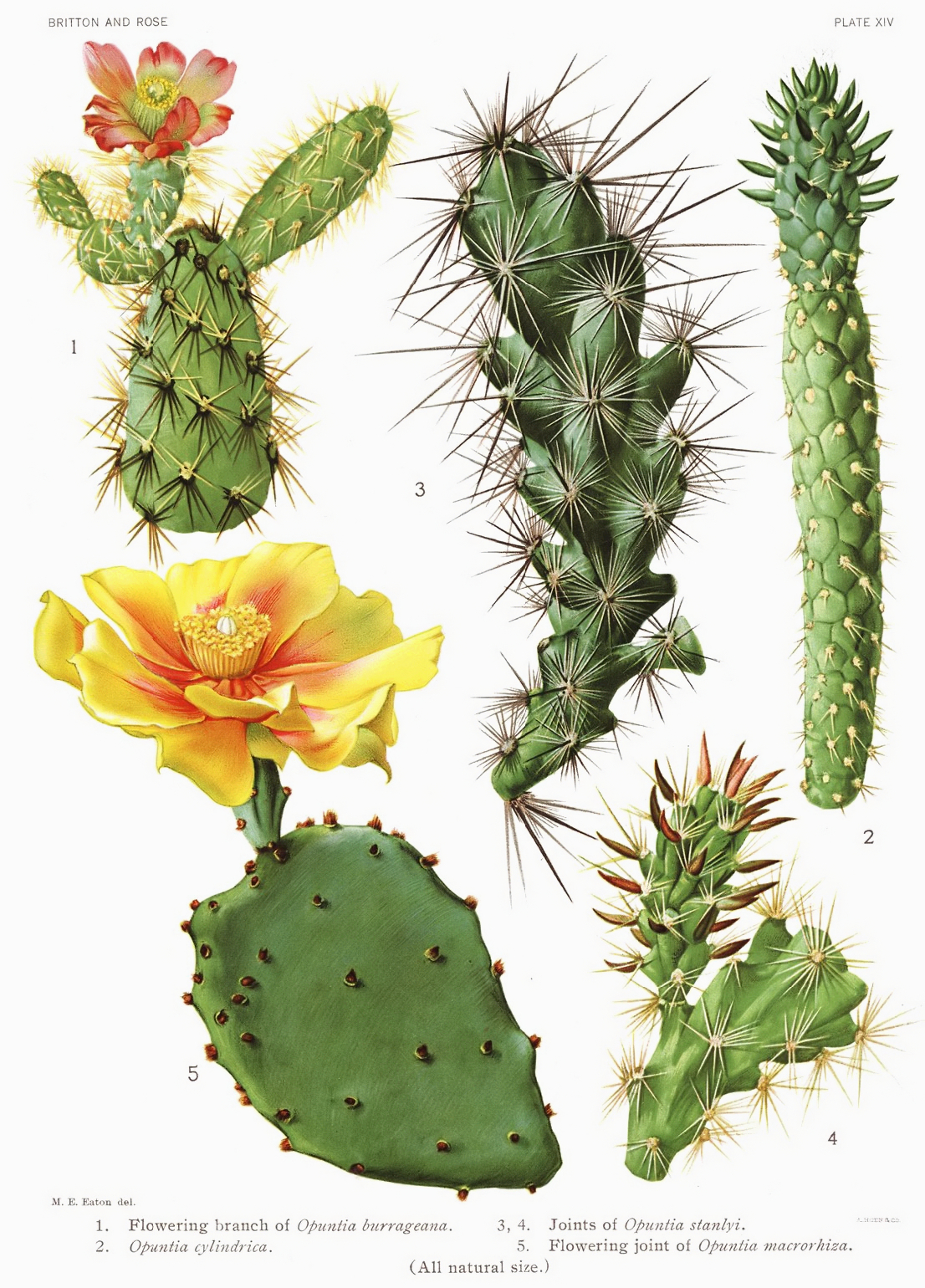